# Joseph Truman
Joseph David „Joe“ Truman (* 14. Februar 1997 in Petersfield) ist ein britischer Bahnradsportler.

## Sportliche Laufbahn
Im Alter von 13 Jahren begann Joe Truman mit dem Leistungsradsport. Zuvor hatte er als Jugendspieler für den US Portsmouth gespielt. Um seine Fitness zu erhöhen, machte er Radsport, zu dem er schließlich wechselte. Mit 16 wurde er zweifacher britischer Meister in seiner Altersklasse, im Sprint sowie im 1000-Meter-Zeitfahren. 2014 bestritt er Rennen als „Gastfahrer“ bei Rapha Condor.
2015 hatte Truman seinen ersten großen internationalen Erfolg, als er gemeinsam mit Jack Carlin und Alexander Joliffe Bronze im Teamsprint bei den Junioren-Europameisterschaften errang. Im Jahr darauf gelangen ihm mehrere Erfolge im Teamsprint, im U23-Bereich sowie in der Elite: So wurde er mit Jack Carlin und Ryan Owens U23-Europameister. Im Elitebereich wurde das Trio aus Carlin, Owens und Truman 2016 Vizeeuropameister, und es gewann den Teamsprint bei den ersten beiden Läufen des Bahnrad-Weltcups 2016/17 in Glasgow und Apeldoorn.
2017 wurden Carlin, Owens und Truman erneut U23-Europameister im Teamsprint, Truman errang Silber im 1000-Meter-Zeitfahren und Bronze im Sprint. Bei den Commonwealth Games 2018 belegte die britische Mannschaft aus Truman, Owens und Philip Hindes Platz zwei. Bei den Europaspielen 2019 in Minsk gewannen Truman, Carlin, Owens und Jason Kenny Bronze im Teamsprint.
Truman war für das Olympiateam für Tokio nominiert, bis er im Sommer 2019 starke Rückenschmerzen bekam. Er ignorierte zunächst seine Schmerzen – „ich trainierte weiter, obwohl ich mir nicht mal selbst meine Socken anziehen konnte“ –, bis im November 2020 ein Bandscheibenvorfall diagnostiziert wurde und eine OP folgte. Bei den UEC-Bahn-Europameisterschaften 2021 bestritt er den ersten Wettbewerb nach 20 Monaten. Dort belegte er mit den jungen Fahrern Alistair Fielding, Hamish Turnbull und James Bunting im Teamsprint Platz vier.
Bei den Commonwealth Games 2022 errang Truman mit Turnbull und Ryan Owens Silber im Teamsprint, im Jahr darauf mit Carlin, Turnbull und Fielding ebenfalls Silber bei den Europameisterschaften. 2024 wurde er als Ersatzfahrer für die Olympischen Spiele in Paris nominiert.

## Erfolge
2015
- Junioren-Europameisterschaft – Teamsprint (mit Jack Carlin und Alexander Joliffe)

2016
- Bahnrad-Weltcup in Glasgow – Teamsprint (mit Jack Carlin und Ryan Owens)
- Bahnrad-Weltcup in Apeldoorn – Teamsprint (mit Jack Carlin und Ryan Owens)
- Europameisterschaft – Teamsprint (mit Jack Carlin und Ryan Owens)
- Europameister (U23) – Teamsprint (mit Jack Carlin und Ryan Owens)
- Europameisterschaft (U23) – 1000-Meter-Zeitfahren

2017
- Europameister (U23) – Teamsprint (mit Ryan Owens und Jack Carlin)
- Europameisterschaft (U23) – 1000-Meter-Zeitfahren
- Europameister (U23) – Sprint
- Britischer Meister – Sprint, Teamsprint (mit Jack Carlin, Ryan Owens und Joel Partington)

2018
- Commonwealth Games – Teamsprint (mit Ryan Owens und Philip Hindes)
- Britischer Meister – 1000-Meter-Zeitfahren

2019
- Britischer Meister – Sprint
- Europaspiele (mit Jack Carlin, Ryan Owens und Jason Kenny)

2020
- Britischer Meister – Keirin

2022
- Britischer Meister – Teamsprint (mit Alistair Fielding, Hamish Turnbull und Jack Carlin)
- Commonwealth Games – Teamsprint (mit Hamish Turnbull und Ryan Owens)

2023
- Europameisterschaft – Teamsprint (mit Alistair Fielding, Hamish Turnbull und Jack Carlin)
- Weltmeisterschaft – 1000-Meter-Zeitfahren